# La zona morta
La zona morta (títol original en anglès The Dead Zone) és una pel·lícula estatunidenca-canadenca de David Cronenberg, adaptació de la novel·la homònima de Stephen King, estrenada el 1983 i doblada al català.

## Argument
Johnny Smith, professor ordinari, acompanya la seva amant a una fira. El mateix vespre, després d'acompanyar-la, és víctima d'un accident de carretera i s'enfonsa durant cinc anys en un coma… En el seu despertar, descobreix que és dotat del do de veure el futur d'una persona tocant-la.
Per casualitat, coneix Greg Stillson, candidat a la Casa Blanca… i veu una visió apocalíptica del futur quan aquest és president.
John Smith es debat llavors amb un dilema moral: què pot fer per impedir-ho ? Pot arribar fins a matar aquest home?

## Repartiment
- Christopher Walken: Johnny Smith
- Brooke Adams: Sarah Bracknell
- Tom Skerritt: Xèrif Bannerman
- Herbert Lom: doctor Sam Weizak
- Anthony Zerbe: Roger Stuart
- Colleen Dewhurst: Henrietta Dodd
- Martin Sheen: Greg Stillson
- Sean Sullivan: Herb Smith
- Julie-Ann Heathwood: Amy
- Raffi Tchalikian: Denny 1
- Raffi Tchalikian: Denny 1
- Nicholas Campbell: Frank Dodd
- Jackie Burroughs: Vera Smith
- Geza Kovacs: Sonny Elliman
- Roberta Weiss: Alma Frechette

## Al voltant de la pel·lícula
- A la pel·lícula, Christopher Walken evoca dues vegades The Legend of Sleepy Hollow de Washington Irving, treballarà en l'adaptació d'aquesta novel·la per Tim Burton: Sleepy Hollow.
- Martin Sheen actua de futur candidat a les eleccions presidencials americanes. Molts anys després de la pel·lícula, interpretarà el paper del President en la sèrie The West Wing.